# 2686 Linda Susan
A 2686 Linda Susan (ideiglenes jelöléssel 1981 JW1) a Naprendszer kisbolygóövében található aszteroida. Carolyn Shoemaker fedezte fel 1981. május 5-én.